# Tirza
Tirza, segundo a Bíblia:
- É a cidade real de Canaã que foi conquistada por Josué;
- É o local onde Jeroboão I, Baasa, Elá, Zinri e Onri moraram;
- É o local onde Baasa e Zinri foram sepultados;
- É o local onde foi feita a conspiração de Menaém contra Salum;
- Tinha fama pela sua beleza.

Estudiosos acreditam que hoje seja Teiasir.